# Puerto de la Cruz
|  | No s'ha de confondre amb Puerto La Cruz. |

Puerto de la Cruz és un municipi espanyol que pertany a la província de Santa Cruz de Tenerife, Canàries, més concretament, al nord de l'illa de Tenerife. Se situa a la Vall de La Orotava, al costat dels municipis de Los Realejos i de La Orotava. El Puerto de la Cruz està situat a 37 km de Santa Cruz de Tenerife.
Té una extensió de 8,73 km², és el més petit de les Illes Canàries, i una població de 30.613 habitants (Instituto Nacional de Estadística, 01-01-2005). La seva altitud és de 9 metres sobre el nivell del mar i el seu punt de major altitud és el con volcànic de Las Arenas, amb 249 metres.
- Latitud: 28° 25′ N
- Longitud: 16° 32′ W
- Codi postal: 38400.

És un dels centres turístics més importants de Canàries, on la majoria de turistes són de la península Ibèrica, Anglaterra i Alemanya.

## Economia
L'economia es basa en el turisme, aquest sector porta a la població 1 000 000 de turistes a l'any (especialment espanyols, seguit d'alemanys i anglesos).

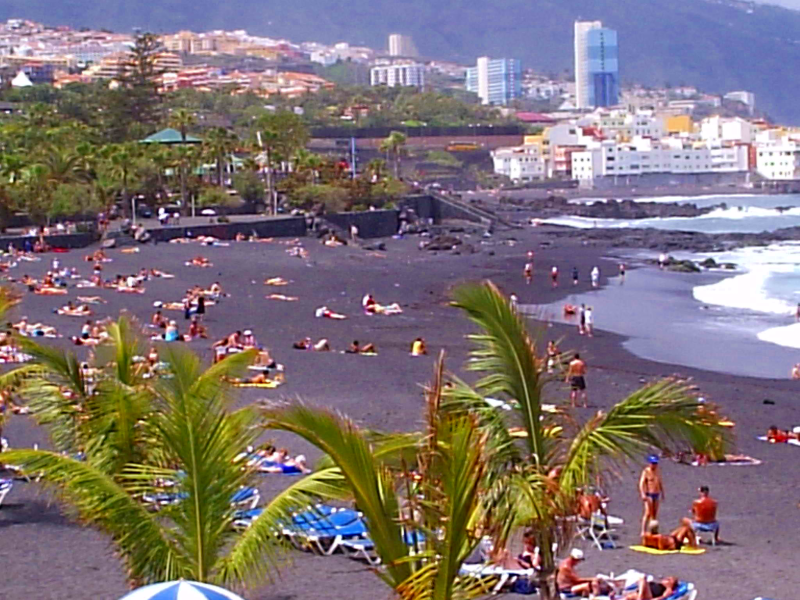
Playa Jardín

## Monuments i llocs d'interès
El Puerto és una atracció turística tot l'any, gràcies al suau clima. Es pot visitar:
- el complex Costa Martiánez (El Lago): complex d'oci dissenyat per l'artista César Manrique, hi ha piscines i restaurants.
- el Jardí Botànic: construït el 1788 com a jardí d'aclimatació.
- Loro Parque: zoològic especialitzat en diferents xous amb lloros, dofins, lleons marins, etc.
- la Plaça del Charco: centre neuràlgic del municipi.
- Playa Jardín: platja de sorra negra remodelada per l'artista César Manrique per a dotar-la d'extenses zones de jardins, bars i restaurants, zones d'oci, etc.
- el Castell San Felipe: construït al segle xvii per a defensar la població dels atacs pirates.
- l'Església de Nuestra Señora de la Peña de Francia: inicialment construïda el 1697 va anar ampliant-se posteriorment.

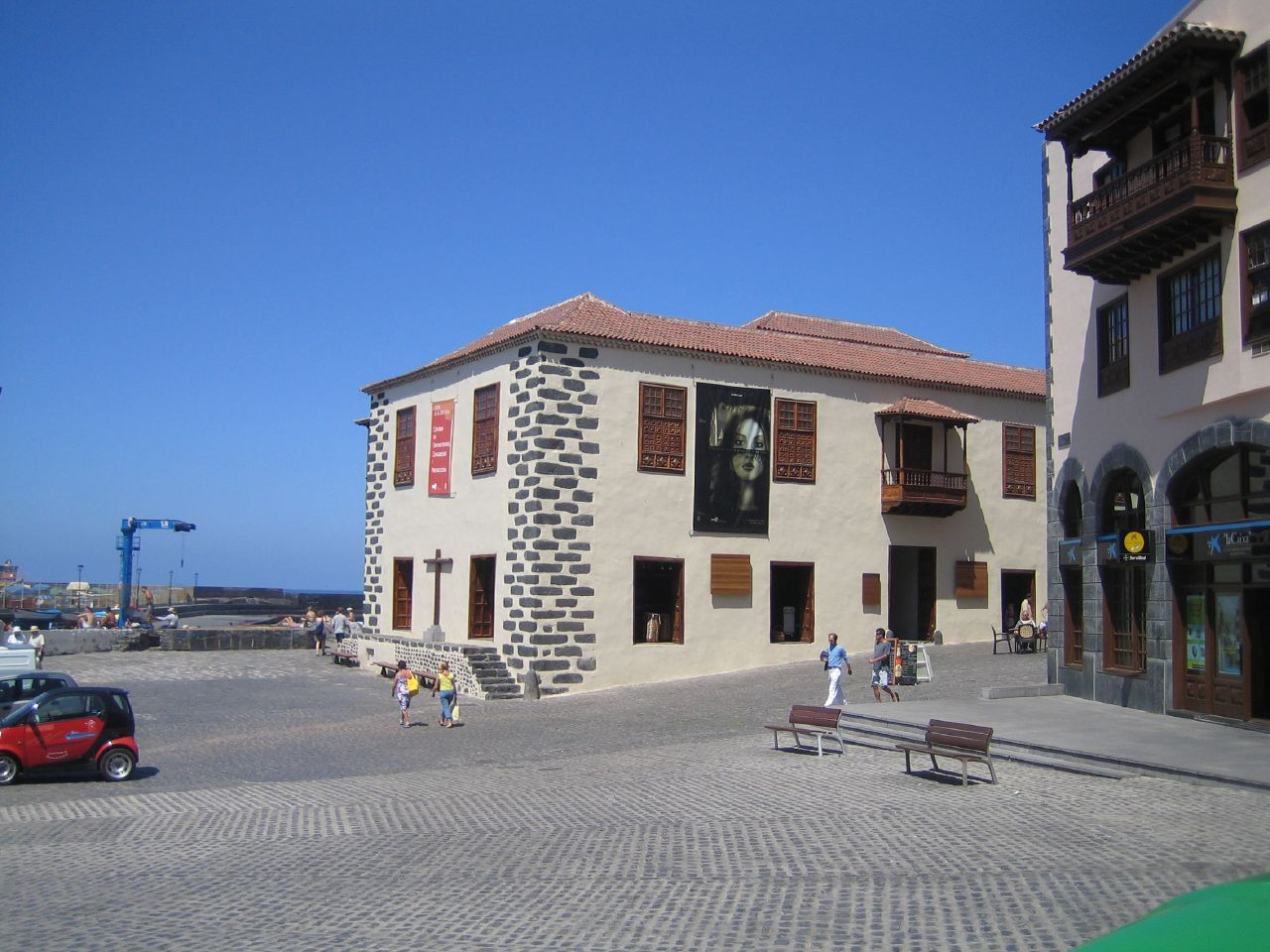
Casa de la Aduana

- el passeig de San Telmo: passeig de vianants al costat de la costa
- la Casa de la Aduana: fundada el 1620.
- l'Hotel Taoro: un dels primers establiments hotelers de tota Canàries (1890), posteriorment es transformà en casino.
- Castell de San Felipe.

## Hostaleria
Destaquen:
- Hotel Botánico de 5 estrelles Gran Luxe.
- Hotel Semiramis de 5 estrelles.
- Hotel Atalaya de 4 estrelles.
- Gran Hotel Turquesa Playa de 4 estrelles.
- Hotel Tigaiga de 4 estrelles.

## Famosos
- Agustín de Betancourt (1758-1825),  va ser un dels enginyers més prestigiosos d'Europa.
- Tom Hernández (9 de setembre de 1917 - 21 de juny de 1984 a Los Angeles, Califòrnia), actor
- Tomás de Iriarte, (1750 - 1791) fou un poeta neoclàssic en castellà.